# Goești
Goești – wieś w Rumunii, w okręgu Jassy, w gminie Lungani. W 2011 roku liczyła 1009 mieszkańców.